# Championnat de Belgique de football de quatrième division 2014-2015
Navigation
saison précédente saison suivante
Le Championnat de Belgique de football D4 2014-2015 est la soixante-troisième édition du championnat de Promotion (D4) belge.
La procédure reste identique aux saisons précédentes : le champion de chaque série est promu en Division 3. Dans chaque série, les vainqueurs de période (de 10 matches chacune) ou les équipes classées directement sous le champion (si le champion a gagné une ou plusieurs périodes, ou si un même club gagne plus d'une période) sont qualifiés pour le Tour final des Promotions.
Les équipes classées à la 13e place dans les différentes séries doivent disputer des « barrages pour le maintien ». Les trois derniers de chaque série sont relégués en séries provinciales.
Pour cette édition, les formations hennuyères sont versées dans la « série B » avec des clubs brabançons et bruxellois. Les autres équipes francophones forment la « série D » (excepté les Namurois d'Assesse qui sont repêchés plus tard et ajoutés à la « série B »).

## Organisation - Réglementation
Les clubs participants sont ventilés en quatre séries selon des critères géographiques. Une convention veut que dans la mesure du possible une même poule comprennent des équipes venant de trois provinces différentes.
Les quatre groupes ont une valeur identique quelle que soit leur appellation (A, B, C ou D). Le champion d'une série est promu direct en  Division 3 pour la saison suivante.
Les trois derniers de chaque séries sont relégués en Division 1 de leur province (p. 1).

### Champions de périodes
Dans chaque série, la compétition est partagée en trois périodes (aussi familièrement appelées « tranches ») de dix rencontres. Chaque période donne lieu à un classement distinct. Le club qui termine en tête à la fin d'une période est désigné « champion de période » et directement qualifié (à condition de ne pas terminer en position de barragiste ou de relégué au classement général final) pour le tour final pour la montée.

### Tour final pour la montée
Par série, les trois champions de période se qualifient pour un tour final en vue d'une montée éventuelle. Dans certains cas, le classement général final désigne un qualifié (un club champion a gagné une ou plusieurs périodes, un même club a gagné plusieurs périodes, un champion de période termine sous la 12e place au classement général final).

### Barrages pour la descente
Le 13e classé de chaque série prend part aux barrages pour le maintien.

## Remarques préliminaires

### Olympic Charleroi, au bout de 88 ans
Le Royal Olympic Club de Charleroi-Marchienne (matricule 246) est sanctionné par l'URBSFA pour une « cession de patrimoine jugée punissable ». En faillite et virtuellement radiés au terme de la saison 2011-2012, les « Dogues » ont été repris et sauvés, sur le fil, par un groupe de commerçants locaux. Douze mois plus tard, alors que la bonne foi de la nouvelle équipe olympienne dirigeante ne semble pas en cause, la fédération belge sanctionne le club d'une rétrogradation d'une division et d'une pénalité de 9 points.
Au terme d'une longue bataille de procédure, le « matricule 246 » épuise tous les recours mais est contraint de descendre. Le dossier doit encore être traité par une juridiction civile, mais celle-ci n'aura plus d'implications sur le domaine sportif. Le club pourra tout au plus être crédité de « dommages et intérêts » qui, le cas échéant, seront calculés par la Cour.
L'Olympic de Charleroi doit quitter les séries nationales où il évolue depuis 88 ans sans interruption, soit depuis 1926.

### Rachats/Cessions de matricules

#### Charleroi-Fleurus devient Francs Borains
Au terme de la saison précédente, le groupe d'investisseurs qui préside à la destinée du Royal Charleroi-Fleurus et du FC Charleroi doit faire face à une double relégation des clubs concernés. Le premier descend de D3 et l'autre est renvoyé de Promotion en p. 1. Afin de simplifier leur situation et de récupérer des liquidités, le « matricule 5192 » de Charleroi-Fleurus (ex-JS Heppignies-Lambusart-Fleurus) est vendu/cédé à un groupe de sympathisants borains dont le club a disparu dans une autre vente/cession de matricule (voir matricule 167 - Seraing United).
Le « matricule 5192 » devient donc le Royal Francs Borains.

#### Terjoden-Welle devient Renaissance Schaerbeek
Face aux difficultés financières, les dirigeants du SK Terjoden-Welle procèdent à la vente/cession de leur « matricule 4133 ». Les acheteurs sont les gestionnaires du désormais « ex-matricule 7102 » du Racing Club Schaerbeek.  Le « matricule 4133 » devient donc le Renaissance Club Schaerbeek, alors que le matricule 7102 disparaît

### Fusions

#### Formation du K. SC Toekomst Menen
Au terme de cette saison, le K. SC Menen (matricule 56) fusionne avec son voisin du K. FC de Toekomst Menen (matricule 2372), fondé en 1936, pour former le K. SC Toekomst Menen (matricule 56).

#### Formation du R. FC Tilleur
En fin de saison 2013-2014, le R. FC Cité Sport Grâce-Hollogne (matricule 2913) fusionne avec le matricule 2878 du R. CS Tilleur-Saint-Gilles (lui-même issu d'une fusion, en 2003, entre le R. CS St-Gilles - matricule 2878 - et le FC Tilleur - matricule 9405).
La nouvelle entité conserve le « matricule 2913 », prend l'appellation de Royal Football Club Tilleur et s'installe dans le stade de Buraufosse du désormais « ex-matricule 2878 ». Ce stade fut longtemps celui du célèbre R. Tilleur FC (matricule 21). Le R. FC de Liège (matricule 4) y a aussi brièvement évolué.

#### Formation du K. FC Esperanza Pelt
En fin de saison 2013-2014, le K. FC Esperanza Neerpelt (matricule 2529) et le K. Overpeltse VV (matricule 2082) fusionnent pour former le K. FC Esperanza Pelt (sous le matricule 2529).
Les deux formations ayant assurer leur maintien (elles ont d'ailleurs pris part au Tour final de Promotion) en Promotion, la place libérée revient, en vertu du règlement, à un club limbourgeois. C'est le K. Bilzerse Waltwilder VV qui bénéficie de cet état de fait (voir ci-dessous).

### Repêchés

#### K. Racing Waregem
Le principal bénéficiaire de la punition qui touche l'Olympic de Charleroi (voir ci-dessus) est le K. Racing Waregem. Relégué sportif à la suite du Tour final interprovincial 2014 (défaites à Onhaye puis contre Chatelet), le club flandrien est repêché et peut continuer à évoluer en Promotion.

#### Assesse
Vainqueur de l'OC Meix-devant-Virton, en finale de repêchage du Tour final Interprovincial 2013-2014, la R. US Assesse est repêchée à la suite de la montée en D3 du K. VC Sint-Eloois-Winkel Sport lequel est appelé à remplacer le RWDM Brussels FC qui arrête ses activités faute de moyens financiers suffisants.

#### Bilzerse Waltwilder
À la suite de la fusion formant le KFC Esperanza Pelt (voir ci-dessus), la Province de Limbourg a droit à désigner un montant direct supplémentaire. C'est au Waltwilder VV (matricule 6211)que revient cet avantage. Ce club a d'ailleurs participé au Tour final interprovincial où il a été éliminé d'entrée par Assesse.
En fin de saison, Waltwilder VV concrétise la fusion négociée et entérinée précédemment avec le K. Bilzerse VV (matricule 232) pour former le K. Bilzerse Waltwilder VV sous le « matricule 232 ». C'est sous cette nouvelle appellation et avec le matricule 232 que le club rejoint la Promotion.

### Changements/Adaptations de dénomination
Le K. Merksem SC-Antwerpen-Noord (matricule 544) prend le nom de K. SC City Pirates.

## Soupçons de corruption non avérés
Le 13 mai 2015, la Commission de Contrôle de l'URBSFA sanctionne le Sporting West Harelbeke (qui a presté la saison en Série A) pour " faits de corruption". Le club est rétrogradé en p. 1 de Flandre occidentale où il devra commencer la saison prochaine avec une pénalité de 12 points. De plus, il est condamné à payer une amende équivalente à 5 % de ces recettes .
La nouvelle tombe alors qu'Harelbeke s'apprête à se rendre, le dimanche suivant à Hamoir dans le cadre du Tour final des Promotions qui peut permettre de monter en Division 3.
La direction du club puni crie au scandale et à l'injustice. Les "faits" concerneraient un dénommé Laurens Monteyne, une personne extérieure au club, concrètement un sponsor qui aurait pris contact avec le gardien d'OMS Ingelmunster peu avant la confrontation en phase classique du championnat en novembre 2014. Selon Harelbeke, le dénommé Monteyne aurait agit d'initiative et le club qui ne peut être jugé responsable se pourvoit en appel.
Détail sans rapport et cité pour l'anecdote, trois jours avant ce dur verdict, Harelbeke a éliminé OMS Ingelmunster lors du Tour final de Promotion. Pour rappel, l'actuel SW Harelbeke est en fait l'ancien K. SV Ingelmunster.
Début juin 2015, en Appel, le SW Harelbeke est totalement blanchit des soupçons car il considéré que sa responsabilité n'est pas engagée. Le matricule 1574 reste en Promotion.

## Clubs participants
Soixante-quatre clubs prennent part à cette édition, soit le même nombre que lors de la saison précédente. Les clubs sont répartis en quatre séries de 16 équipes, selon des critères géographiques et provinciaux.

### Série A
| #  | Nom                                      | Mat. | Ville          | Stades                  | Provinces       | En Prom depuis  | Total en Prom. | S. précédente                         |
| -- | ---------------------------------------- | ---- | -------------- | ----------------------- | --------------- | --------------- | -------------- | ------------------------------------- |
| 1  | Koninklijke Standaard Wetteren           | 5479 | Wetteren       | Marcel De Kerpel        | Fl. orientale   | 2014-2015 (1er) | 4 saisons      | Division 3 série A, 16e               |
| 2  | Sportkring Sint-Niklaas                  | 9264 | St-Niklaas     | Meesterstraat           | Fl. orientale   | 2014-2015 (1er) | 2 saisons      | Division 3 série A, 15e               |
| 3  | Koninklijke Sportkring Ronse             | 38   | Renaix         | Orphale Crucke          | Fl. orientale   | 2013-2014 (2e)  | 20 saisons     | 9e série A                            |
| 4  | Koninklijke Sport-Club Toekomst Menen    | 56   | Menin          | KSC Menenstadion        | Fl. occidentale | 2012-2013 (3e)  | 20 saisons     | 5e série A                            |
| 5  | Royal Racing Club Wetteren-Kwatrecht     | 95   | Wetteren       | RC Wetteren-Kwatrecht   | Fl. orientale   | 2013-2014 (2e)  | 7 saisons      | 12e série B                           |
| 6  | Koninklijke Voetbal Klub Westhoek        | 100  | Ypres          | KVK Ieperstadion        | Fl. occidentale | 2010-2011 (5e)  | 26 saisons     | 3e série A                            |
| 7  | Sporting West Harelbeke                  | 1574 | Harelbeke      | Forestier               | Fl. occidentale | 2011-2012 (4e)  | 7 saisons      | 7e série A                            |
| 8  | Sportkring Eernegem                      | 2777 | Eernegem       | SK Eernegemtadion       | Fl. occidentale | 2010-2011 (5e)  | 14 saisons     | 8e série A                            |
| 9  | Koninklijke Racing Waregem               | 3302 | Waregem        | Mirakel                 | Fl. occidentale | 2013-2014 (2e)  | 6 saisons      | 13e série A                           |
| 10 | Koninklijke Sporting St-Gillis/Waas      | 4385 | St-Gillis/Waas | Houtvoort               | Fl. orientale   | 2013-2014 (2e)  | 12 saisons     | 10e série B                           |
| 11 | Koninlijke Sassport Boezingen            | 5544 | Boezinge       | Sassport                | Fl. occidentale | 2013-2014 (2e)  | 2 saisons      | 10e série A                           |
| 12 | Sportkring Berlare                       | 7850 | Berlare        | Puitenstadion           | Fl. orientale   | 2008-2009 (7e)  | 7 saisons      | 11e série B                           |
| 13 | Olympic Molen Sport Ingelmunster         | 9441 | Ingelmunster   | OMS Ingelmunsterstadion | Fl. occidentale | 2012-2013 (3e)  | 4 saisons      | 4e série A                            |
| 14 | Royal Knokke Football Club               | 101  | Knokke         | Olivier                 | Fl. occidentale | 2014-2015 (1er) | 1 saison       | Champion provincial                   |
| 15 | Koninklijke Football Club Sparta Petegem | 3821 | Petegem        | Sparta Petegemstadion   | Fl. orientale   | 2014-2015 (1er) | 6 saisons      | Champion provincial                   |
| 16 | Koninklijke Voetbalclub Jong Lede        | 3957 | Lede           | Sportcomplex Ommegang   | Fl. orientale   | 2014-2015 (1er) | 8 saisons      | Vainqueur tour final de Fl. orientale |

#### Localisation Série A
| \| Fl. occidentale · BOE = K. Sassport Boezinge · WES = K. VK Westhoek · RCW = R. RC Wettern-Kwatrecht · KSW = K. Standaard Wetteren Renaix Knokke WES BOE Eernegem Harelbeke Ingelmunster Menin Petegem Lede St-Nicolas St-Gillis Berlare RCW KSW \| Localisation des clubs engagés en Promotion A 2014-2015 |
| Fl. occidentale · BOE = K. Sassport Boezinge · WES = K. VK Westhoek · RCW = R. RC Wettern-Kwatrecht · KSW = K. Standaard Wetteren Renaix Knokke WES BOE Eernegem Harelbeke Ingelmunster Menin Petegem Lede St-Nicolas St-Gillis Berlare RCW KSW                                                               |

### Série B
| #  | Nom                                        | Mat. | Ville            | Stades               | Provinces | En Prom depuis  | Total en Prom. | S. Précédente                      |
| -- | ------------------------------------------ | ---- | ---------------- | -------------------- | --------- | --------------- | -------------- | ---------------------------------- |
| 1  | Royal Francs Borains                       | 5192 | Boussu-Bois      | Robert Urbain        | Hainaut   | 2014-2015 (1er) | 12 saisons     | 17e Div. 3 série B                 |
| 2  | Royal Léopold Uccle Football Club          | 5    | Uccle            | Fallon               | Brabant   | 2010-2011 (5e)  | 11 saisons     | 3e série B                         |
| 3  | Koninklijke Olympia Voetbalclub Sterrebeek | 1002 | Sterrebeek       | Het Zeen             | Brabant   | 2012-2013 (3e)  | 3 saisons      | 8e série B                         |
| 4  | Koninklijke Olympia Sporting Club Wijgmaal | 1349 | Wijgmaal         | Ymeriastadion        | Brabant   | 2012-2013 (3e)  | 30 saisons     | 4e série B                         |
| 5  | Royale Entente Sportive Acrenoise          | 2774 | Deux-Acren       | stade des Camomilles | Hainaut   | 2011-2012 (4e)  | 4 saisons      | 12e série A                        |
| 6  | Koninklijke Wolvertem Sporting Club        | 3155 | Wolvertem        | F. Lathouwers        | Brabant   | 2013-2014 (2e)  | 6 saisons      | 9e série B                         |
| 7  | Royale Jeunesse Entente Binchoise          | 3835 | Leval-Trahegnies | Communal             | Hainaut   | 2013-2014 (2e)  | 2 saisons      | 11e série A                        |
| 8  | Renaissance Club Schaerbeek                | 4133 | Schaerbeek       | Parc Josaphat        | Brabant   | 2010-2011 (5e)  | 5 saisons      | 5e Série B                         |
| 9  | Football Club Ganshoren                    | 7569 | Ganshoren        | Complexe Roobaert    | Brabant   | 2011-2012 (4e)  | 4 saisons      | 13e Série B                        |
| 10 | Football Club Pepingen                     | 7741 | Pepingen         | P. Claes             | Brabant   | 2013-2014 (2e)  | 2 saisons      | 6e Série B                         |
| 11 | Tempo Overijse Maleizen-Tombeek            | 8715 | Overijse         | Complex Hagaard      | Brabant   | 2009-2010 (6e)  | 11 saisons     | 7e série B                         |
| 12 | Royal Racing Club Waterloo                 | 677  | Waterloo         | Cx Sp. Joli Bois     | Brabant   | 2014-2015 (1er) | 1 saison       | Champion provincial                |
| 13 | Royal Châtelet Sporting Club               | 725  | Châtelet         | des Sablières        | Hainaut   | 2014-2015 (1er) | 2 saisons      | via Tour final interprovincial     |
| 14 | Royale Union Sportive Rebecquoise          | 1614 | Rebecq           | Gobard               | Brabant   | 2014-2015 (1er) | 1 saison       | Vainqueur du tour final du Brabant |
| 15 | Royale Union Sportive Assesse              | 6718 | Assesse          | des Fermes           | Namur     | 2014-2015 (1er) | 1 saison       | via Tour final interprovincial     |
| 16 | Union Sportive Solrézienne                 | 6876 | Solre s/S.       | des Petits Ponts     | Hainaut   | 2014-2015 (1er) | 1 saison       | Champion provincial                |

#### Localisation Série B
| \| Bruxelles & Région bruxelloise · GAN = FC Ganshoren · RCS = Renaissance Club Schaerbeek · LÉO = R. Leopold Uccle FC · OVE=Tempo Overijse · STE=K. Olympia VC Sterrebeek Wolvertem Pepingen Wijgmaal GANRCS LÉO OVE STE Francs Borains Acren Binche Solre Châtelet Waterloo Rebecq Assesse \| Localisation des clubs engagés en Promotion B 2014-2015 |
| Bruxelles & Région bruxelloise · GAN = FC Ganshoren · RCS = Renaissance Club Schaerbeek · LÉO = R. Leopold Uccle FC · OVE=Tempo Overijse · STE=K. Olympia VC Sterrebeek Wolvertem Pepingen Wijgmaal GANRCS LÉO OVE STE Francs Borains Acren Binche Solre Châtelet Waterloo Rebecq Assesse                                                               |

### Série C
| #  | Nom                                                 | Mat. | Ville       | Stades                  | Provinces | En Prom depuis  | Total en Prom. | S. précédente                                                |
| -- | --------------------------------------------------- | ---- | ----------- | ----------------------- | --------- | --------------- | -------------- | ------------------------------------------------------------ |
| 1  | Koninklijke Football Club Duffel                    | 284  | Duffel      | Sportcetrum Duffel      | Anvers    | 2008-2009 (7e)  | 43 saisons     | 2e série B                                                   |
| 2  | Koninklijke Sport-Club City Pirates                 | 544  | Merksem     | Jef Mermans             | Anvers    | 2012-2013 (3e)  | 12 saisons     | 4e série C                                                   |
| 3  | Koninklijke Football Club Zwarte Leeuw              | 1124 | Rijkevorsel | Louis Van Roey          | Anvers    | 2013-2014 (2e)  | 29 saisons     | 5esérie C                                                    |
| 4  | Koninklijke Football Club Sint-Lenaarts             | 1357 | St-Lenaarts | KFC St-Lenaarts Complex | Anvers    | 2007-2008 (8e)  | 8 saisons      | 10e série C                                                  |
| 5  | Koninklijke Witgoor Sport Dessel                    | 2065 | Dessel      | Witgoorstadion          | Anvers    | 2006-2007 (9e)  | 22 saisons     | 9e série C                                                   |
| 6  | Koninklijke Voetbalvereniging Vosselaar             | 2391 | Vosselaar   | Vosselaar VV-stadion    | Anvers    | 2011-2012 (4e)  | 15 saisons     | 12e série C                                                  |
| 7  | Koninklijke Football Club Esperanza Pelt            | 2529 | Neerpelt    | Sportpark De Roosen     | Limbourg  | 2011-2012 (4e)  | 14 saisons     | 7e série C                                                   |
| 8  | Koninklijke Sportkring Bree                         | 2583 | Brée        | KSK Breestadion         | Limbourg  | 2009-2010 (6e)  | 28 saisons     | 6e série C                                                   |
| 9  | Koninklijke Excelsior Sportkring Leopoldsburg       | 3904 | Heppen      | Heppenstadion           | Limbourg  | 2006-2007 (9e)  | 17 saisons     | 8e série C                                                   |
| 10 | Spouwen-Mopertingen                                 | 3970 | Mopertingen | Complex Blokstraat      | Limbourg  | 2003-2004 (12e) | 30 saisons     | 13e série C                                                  |
| 11 | Koninklijke Lyra Turn-en Sportvereniging            | 7776 | Lierre      | Lyrastadion             | Anvers    | 2005-2006 (10e) | 20 saisons     | 11esérie C                                                   |
| 12 | Racing Club Hades                                   | 8721 | Kiewit      | RC Hades                | Limbourg  | 2013-2014 (2e)  | 2 saisons      | 2esérie C                                                    |
| 13 | Koninklijke Football Club Olympia Beerschot-Wilrijk | 155  | Anvers      | Kiel                    | Anvers    | 2014-2015 (1er) | 14 saisons     | Champion provincial                                          |
| 14 | Koninklijke Bilzerse Waltwilder Voetbal Verniging   | 232  | Bilzen      | Katteberg               | Limbourg  | 2014-2015 (1er) | 6 saisons      | Repêché Limbourg à la suite de la fusion Neerpelt/Overpeltse |
| 15 | Koninklijke Voetbal Klub Wellen                     | 2825 | Wellen      | VK Wellen               | Limbourg  | 2014-2015 (1er) | 15 saisons     | Champion provincial                                          |
| 16 | Voetbal Club Herentals                              | 9364 | Herentals   | Janneke                 | Anvers    | 2014-2015 (1er) | 1 saison       | Vainqueur tour final Anvers                                  |

#### Localisation Série C
| \| STL = K. FC Sint-Lenaarts · ZWL = K. FC Zwarte Leeuw Beerschot Herentals Duffel ZWL Vosselaar Pirates STL Lyra Witgoor Esp. Pelt Bree B-Léopold Spouwen-Mop. RC Hades Bilzen Wellen \| Localisation des clubs engagés en Promotion C 2014-2015 |
| STL = K. FC Sint-Lenaarts · ZWL = K. FC Zwarte Leeuw Beerschot Herentals Duffel ZWL Vosselaar Pirates STL Lyra Witgoor Esp. Pelt Bree B-Léopold Spouwen-Mop. RC Hades Bilzen Wellen                                                               |

### Série D
| #  | Nom                                        | Mat. | Ville       | Stades                      | Provinces  | En Prom depuis  | Total en Prom. | S. précédente       |
| -- | ------------------------------------------ | ---- | ----------- | --------------------------- | ---------- | --------------- | -------------- | ------------------- |
| 1  | Royal Football Club Huy                    | 76   | Huy         | av de la Croix-Rouge        | Liège      | 2014-2015 (1er) | 44 saisons     | Div. 3, 18e série B |
| 2  | Royal Football Club de Liège               | 4    | Seraing     | stade du Pairay             | Liège      | 2011-2012 (4e)  | 6 saisons      | 2e série D          |
| 3  | Union Royale Namur                         | 156  | Namur       | stade communal des Bas-Prés | Namur      | 2011-2012 (4e)  | 15 saisons     | 8e série D          |
| 4  | Royale Entente Sportive Couvin-Mariembourg | 248  | Mariembourg | du Roi Soleil               | Namur      | 2013-2014 (2e)  | 11 saisons     | 7e série D          |
| 5  | Royal Aywaille Football Club               | 1979 | Aywaille    | avenue de la Porallée       | Liège      | 2009-2010 (6e)  | 6 saisons      | 3e série D          |
| 6  | Royal Football Club Tilleur                | 2913 | Tilleur     | Buraufosse                  | Liège      | 2012-2013 (3e)  | 3 saisons      | 4e série D          |
| 7  | Royal Racing Club Hamoir                   | 3114 | Hamoir      | rue du Moulin               | Liège      | 2009-2010 (6e)  | 8 saisons      | 11e série D         |
| 8  | Royale Entente Bertrigeoise                | 4267 | Bertrix     | Jules Guillaume             | Luxembourg | 2013-2014 (2e)  | 10 saisons     | 12e série D         |
| 9  | Royal Football Club de Meux                | 4454 | Meux        | stade des Verts et Blancs   | Namur      | 2011-2012 (4e)  | 10 saisons     | 5e série D          |
| 10 | Royale Union Sportive Givry                | 6237 | Givry       | stade de la RUS Givry       | Luxembourg | 2009-2010 (6e)  | 6 saisons      | 6e série D          |
| 11 | Royal Cercle Sportif Onhaye                | 6626 | Onhaye      | rue du Forbot               | Namur      | 2013-2014 (2e)  | 2 saisons      | 13e série D         |
| 12 | Football Club Jeunesse Lorraine Arlonaise  | 7763 | Arlon       | stade du FCJLA              | Luxembourg | 2012-2013 (3e)  | 32 saisons     | 9e série D          |
| 13 | Solières Sport                             | 9426 | Solières    | Château Vert                | Liège      | 2013-2014 (2e)  | 2 saisons      | 10e série D         |
| 14 | Royal Stade Waremmien Football Club        | 190  | Waremme     | Edmond Leburton             | Liège      | 2014-2015 (1er) | 28 saisons     | Champion provincial |
| 15 | Royal Racing Club Mormont                  | 3816 | Mormont     | de la Forge                 | Luxembourg | 2014-2015 (1er) | 15 saisons     | Champion provincial |
| 16 | Royale Jeunesse Sportive Taminoise         | 3939 | Tamines     | Arthur Michaux              | Namur      | 2014-2015 (1er) | 11 saisons     | Champion provincial |

#### Localisation Série D
| \| RCH = Royal Racing Club Hamoir · SOL = Solières Sport FC Liège Tilleur Aywaille RCH SOL Waremme Huy Meux Namur Mormont Givry Bertrix Arlon Couvin-Mar. Onhaye Tamines \| Localisation des clubs engagés en Promotion D 2014-2015 |
| RCH = Royal Racing Club Hamoir · SOL = Solières Sport FC Liège Tilleur Aywaille RCH SOL Waremme Huy Meux Namur Mormont Givry Bertrix Arlon Couvin-Mar. Onhaye Tamines                                                               |

## Résultats et Classements
Légende
- Champion & Promu en Division 3
- clubs ayant remporté une période de 10 matches et qualifiés pour le Tour final des Promotions
- clubs devant disputer un « test-match » pour assurer son maintien en Promotion
- clubs relégué vers les séries provinciales

Abréviations
 : Relégué de Division 3 2013-2014
 : Promu depuis les séries provinciales 2013-2014

### Découpage des périodes
Pour les quatre séries, et sauf remises inopinées, les périodes sont réparties comme suit:
- Première période: du 23 août 2014 au 26 octobre 2014 (journées 1 à 10),
- Deuxième période: du 8 novembre 2014 au 8 février 2015 (journées 11 à 20),
- Troisième période: du 14 février 2015 au 3 mai 2015  (journées 21 à 30),

Pour le classement des différentes 1re périodes, se reporter au classement général.

### Série A

#### Classement final
- « Champion d'Automne »: SK St-Niklaas

| Rang | Équipe                       | Pts | J  | G  | N  | P  | Bp | Bc | Diff |
| ---- | ---------------------------- | --- | -- | -- | -- | -- | -- | -- | ---- |
| 1    | K. FC SPARTA PETEGEM (T2-T3) | 66  | 30 | 19 | 9  | 2  | 67 | 30 | +37  |
| 2    | SK Sint-Niklaas (T1)         | 63  | 30 | 19 | 6  | 5  | 64 | 33 | +31  |
| 3    | Sporting West Harelbeke      | 58  | 30 | 17 | 7  | 6  | 67 | 34 | +33  |
| 4    | OMS Ingelmunster             | 56  | 30 | 17 | 5  | 8  | 73 | 38 | +35  |
| 5    | K. VK Westhoek               | 53  | 30 | 16 | 5  | 9  | 74 | 53 | +21  |
| 6    | K. SK Ronse                  | 48  | 30 | 14 | 6  | 10 | 55 | 47 | +8   |
| 7    | R. Knokke FC                 | 47  | 30 | 12 | 11 | 9  | 53 | 46 | +7   |
| 8    | K. SC Toekomst Menen         | 41  | 30 | 12 | 5  | 13 | 44 | 42 | +2   |
| 9    | K. Standaard Wetteren        | 40  | 30 | 11 | 7  | 12 | 45 | 42 | +3   |
| 10   | K. FC Sporting St-Gillis/W.  | 36  | 30 | 10 | 6  | 14 | 41 | 60 | -19  |
| 11   | SK Berlare                   | 34  | 30 | 9  | 7  | 14 | 52 | 59 | -7   |
| 12   | SK Eernegem                  | 33  | 30 | 9  | 6  | 15 | 33 | 51 | -18  |
| 13   | R. RC Wetteren-Kwatrecht     | 33  | 30 | 8  | 9  | 13 | 41 | 63 | -22  |
| 14   | K. VC Jong Lede              | 31  | 30 | 7  | 10 | 13 | 29 | 43 | -14  |
| 15   | K. Racing Waregem            | 18  | 30 | 4  | 6  | 20 | 37 | 81 | -44  |
| 16   | K. Sassport Boezinge         | 10  | 30 | 2  | 4  | 26 | 32 | 85 | -53  |

#### Résultats des rencontres Série A
| Résultats (▼dom., ►ext.)                                   | BER | BOE | EER | HAR | ING | KNO | LED | MEN | PET | RON | SGW | NIK | WAR  | WES | RWK | KSW |
| SK Berlare                                                 |     | 2-0 | 0-1 | 1-2 | 4-1 | 1-3 | 0-1 | 1-1 | 2-2 | 3-2 | 3-3 | 3-2 | 3-3  | 2-3 | 3-2 | 1-1 |
| K. Sassport Boezinge                                       | 1-3 |     | 2-2 | 1-2 | 0-3 | 2-3 | 2-1 | 1-2 | 0-5 | 1-4 | 3-3 | 0-2 | 0-1  | 0-2 | 2-1 | 1-4 |
| SK Eernegem                                                | 2-3 | 1-1 |     | 0-3 | 2-3 | 2-2 | 1-3 | 2-0 | 2-1 | 1-0 | 0-3 | 2-1 | 2-0  | 1-1 | 1-1 | 0-3 |
| Sporting West Harelbeke                                    | 4-3 | 4-1 | 2-0 |     | 1-0 | 2-0 | 1-1 | 2-0 | 1-1 | 1-2 | 3-0 | 0-0 | 3-3  | 1-2 | 3-0 | 4-1 |
| OMS Ingelmunster                                           | 3-0 | 6-1 | 2-0 | 2-1 |     | 1-0 | 3-0 | 3-1 | 1-3 | 1-2 | 3-0 | 0-2 | 10-0 | 3-1 | 2-4 | 1-1 |
| R. Knokke FC                                               | 2-0 | 3-2 | 1-1 | 3-0 | 3-3 |     | 0-0 | 1-2 | 1-3 | 5-1 | 2-1 | 0-2 | 3-2  | 1-3 | 2-2 | 4-2 |
| K. VC Jong Lede                                            | 1-1 | 5-4 | 1-3 | 2-2 | 0-0 | 1-1 |     | 0-2 | 2-2 | 1-2 | 0-1 | 0-3 | 2-0  | 0-2 | 0-0 | 1-1 |
| K. SC Toekomst Menen                                       | 1-2 | 3-0 | 1-3 | 2-2 | 3-1 | 0-1 | 1-0 |     | 1-4 | 0-1 | 1-1 | 4-1 | 2-1  | 1-2 | 3-0 | 3-0 |
| K. FC Sparta Petegem                                       | 1-0 | 2-0 | 1-0 | 1-0 | 2-1 | 2-0 | 3-1 | 0-0 |     | 2-1 | 4-2 | 1-1 | 0-0  | 2-3 | 2-0 | 3-2 |
| K. SK Ronse                                                | 3-1 | 2-2 | 3-0 | 1-3 | 0-3 | 1-2 | 2-0 | 2-1 | 3-3 |     | 0-0 | 0-1 | 5-0  | 0-3 | 1-1 | 3-2 |
| K. FC Sp. St-Gillis/W.                                     | 2-1 | 2-1 | 1-0 | 0-4 | 1-3 | 2-2 | 3-0 | 1-4 | 0-5 | 0-3 |     | 3-1 | 4-3  | 4-3 | 1-2 | 0-2 |
| SK St-Niklaas                                              | 4-1 | 2-1 | 2-1 | 1-1 | 2-2 | 1-1 | 2-0 | 4-1 | 1-1 | 4-0 | 1-0 |     | 2-1  | 6-3 | 5-1 | 3-1 |
| K. Racing Waregem                                          | 0-2 | 2-1 | 3-0 | 1-5 | 2-4 | 0-1 | 0-2 | 1-3 | 3-3 | 1-3 | 1-1 | 2-4 |      | 1-5 | 0-2 | 1-3 |
| K. VK Westhoek                                             | 2-1 | 8-1 | 1-2 | 3-4 | 1-4 | 2-2 | 1-1 | 3-0 | 1-3 | 4-4 | 2-3 | 2-0 | 2-0  |     | 0-0 | 0-2 |
| R. RC Wetteren-Kwatrecht                                   | 3-3 | 3-1 | 2-1 | 1-6 | 1-3 | 4-3 | 0-1 | 1-1 | 0-3 | 0-3 | 2-0 | 1-3 | 2-2  | 2-6 |     | 2-1 |
| K. Standaard Wetteren                                      | 3-2 | 2-0 | 4-0 | 1-0 | 1-1 | 0-0 | 0-2 | 1-0 | 1-2 | 1-1 | 1-0 | 0-1 | 1-2  | 2-3 | 1-1 |     |
| - Victoire à domicile - Match nul - Victoire à l'extérieur |     |     |     |     |     |     |     |     |     |     |     |     |      |     |     |     |

### Série B

#### Classement final
- « Champion d'Automne »: R. Francs Borains

| Rang | Équipe                        | Pts | J  | G  | N  | P  | Bp | Bc | Diff |
| ---- | ----------------------------- | --- | -- | -- | -- | -- | -- | -- | ---- |
| 1    | TEMPO OVERIJSE MT (T1)        | 67  | 30 | 21 | 4  | 5  | 64 | 24 | +40  |
| 2    | R. Francs Borains             | 60  | 30 | 18 | 6  | 6  | 64 | 33 | +31  |
| 3    | R. ES Acrenoise (T2)          | 50  | 30 | 15 | 5  | 10 | 44 | 40 | +4   |
| 4    | R. US Rebecquoise             | 45  | 30 | 14 | 3  | 13 | 61 | 48 | +13  |
| 5    | R. Châtelet SC                | 45  | 30 | 11 | 12 | 7  | 40 | 31 | +9   |
| 6    | K. Olympia SC Wijgmaal (T3)   | 44  | 30 | 12 | 8  | 10 | 59 | 45 | +14  |
| 7    | FC Pepingen                   | 42  | 30 | 12 | 6  | 12 | 48 | 54 | -6   |
| 8    | R. Léopold FC                 | 41  | 30 | 12 | 5  | 13 | 43 | 50 | -7   |
| 9    | R. RC Waterloo                | 40  | 30 | 11 | 8  | 11 | 49 | 44 | +5   |
| 10   | K. Olympia VC Sterrebeek      | 40  | 30 | 10 | 10 | 10 | 44 | 44 | 0    |
| 11   | K. Wolvertem SC               | 37  | 30 | 10 | 7  | 13 | 37 | 38 | -1   |
| 12   | FC Ganshoren                  | 37  | 30 | 9  | 10 | 11 | 39 | 46 | -7   |
| 13   | US Solrézienne                | 36  | 30 | 9  | 9  | 12 | 45 | 59 | -14  |
| 14   | Renaissance Club Schaerbeek   | 31  | 30 | 8  | 7  | 15 | 43 | 59 | -16  |
| 15   | R. US Assesse                 | 25  | 30 | 6  | 7  | 17 | 45 | 74 | -29  |
| 16   | R. Jeunesse Entente Binchoise | 22  | 30 | 5  | 7  | 18 | 26 | 62 | -36  |

#### Résultats des rencontres Série B
| Résultats (▼dom., ►ext.)                                   | ACR | ASS | BIN | FBO | CHA | GAN | LEO | OVE | PEP | REB | SCH | STE | SOL | WAT | WIJ | WOL |
| R. ES Acrenoise                                            |     | 2-0 | 4-1 | 1-2 | 1-1 | 1-1 | 1-0 | 0-1 | 1-0 | 3-1 | 4-0 | 0-1 | 1-1 | 2-0 | 1-0 | 1-0 |
| R. US Assesse                                              | 1-5 |     | 3-1 | 0-2 | 3-1 | 3-3 | 1-2 | 0-4 | 4-0 | 3-5 | 3-0 | 1-1 | 2-3 | 1-2 | 2-4 | 2-2 |
| R. JE Binchoise                                            | 1-2 | 0-1 |     | 1-0 | 1-1 | 0-1 | 0-1 | 0-0 | 2-2 | 1-4 | 2-1 | 3-1 | 2-2 | 0-2 | 2-1 | 0-3 |
| R. Francs Borains                                          | 1-0 | 3-1 | 1-1 |     | 3-0 | 3-1 | 2-0 | 1-0 | 2-1 | 2-2 | 6-2 | 1-1 | 4-1 | 4-1 | 3-0 | 4-0 |
| R. Châtelet SC                                             | 2-0 | 2-0 | 4-0 | 2-1 |     | 1-0 | 2-0 | 0-3 | 4-2 | 2-1 | 1-1 | 5-0 | 1-1 | 3-2 | 0-0 | 0-1 |
| FC Ganshoren                                               | 1-2 | 0-0 | 3-1 | 2-2 | 0-1 |     | 4-4 | 1-2 | 0-1 | 2-1 | 2-1 | 0-2 | 3-2 | 0-7 | 2-2 | 0-0 |
| R. Léopold U. W. FC                                        | 5-2 | 3-1 | 2-2 | 1-4 | 1-0 | 2-0 |     | 0-1 | 1-0 | 1-0 | 1-1 | 2-1 | 4-2 | 2-1 | 1-2 | 1-1 |
| Tempo Overijse MT                                          | 5-0 | 2-0 | 4-0 | 2-2 | 0-0 | 1-0 | 4-1 |     | 2-0 | 5-0 | 1-0 | 0-1 | 5-0 | 3-2 | 2-1 | 3-1 |
| FC Pepingen                                                | 1-0 | 3-3 | 3-1 | 1-3 | 1-1 | 1-3 | 3-1 | 2-1 |     | 1-0 | 3-5 | 2-0 | 1-1 | 0-2 | 3-2 | 4-1 |
| R. US Rebecquoise                                          | 3-4 | 3-1 | 5-0 | 2-0 | 2-0 | 0-2 | 2-0 | 2-3 | 5-1 |     | 3-0 | 3-2 | 5-0 | 3-2 | 0-3 | 2-0 |
| Ren. Club Schaerbeek                                       | 3-0 | 1-1 | 2-1 | 4-2 | 1-1 | 2-3 | 0-0 | 2-4 | 2-2 | 2-0 |     | 1-1 | 2-1 | 2-3 | 2-1 | 2-1 |
| K. Olympia VC Sterrebeek                                   | 5-0 | 1-3 | 3-1 | 1-2 | 0-0 | 1-1 | 4-1 | 4-1 | 3-2 | 1-2 | 1-0 |     | 2-0 | 1-1 | 1-3 | 1-1 |
| US Solrézienne                                             | 2-3 | 6-1 | 1-0 | 1-0 | 1-1 | 2-1 | 3-2 | 1-2 | 2-2 | 2-2 | 2-1 | 1-1 |     | 1-3 | 2-1 | 1-0 |
| R. RC Waterloo                                             | 0-0 | 2-2 | 0-0 | 1-2 | 2-1 | 0-2 | 3-1 | 0-2 | 1-3 | 1-1 | 1-0 | 2-2 | 1-1 |     | 1-1 | 3-1 |
| K. Olympia SC Wijgmaal                                     | 1-1 | 7-1 | 5-1 | 3-2 | 1-1 | 0-0 | 2-1 | 1-1 | 1-2 | 2-1 | 5-3 | 1-1 | 5-2 | 1-3 |     | 1-0 |
| K. Wolvertem SC                                            | 0-2 | 4-1 | 0-1 | 0-0 | 2-2 | 1-1 | 1-2 | 2-0 | 0-1 | 2-1 | 3-0 | 4-0 | 1-0 | 2-0 | 3-2 |     |
| - Victoire à domicile - Match nul - Victoire à l'extérieur |     |     |     |     |     |     |     |     |     |     |     |     |     |     |     |     |

### Série C

#### Classement final
| Rang | Équipe                                  | Pts | J  | G  | N  | P  | Bp | Bc | Diff |
| ---- | --------------------------------------- | --- | -- | -- | -- | -- | -- | -- | ---- |
| 1    | K. FC OLYMPIA BEERSCHOT-WILRIJK (T2-T3) | 71  | 30 | 21 | 8  | 1  | 74 | 21 | +53  |
| 2    | K. FC Esperanza Pelt (T1)               | 60  | 30 | 19 | 3  | 8  | 63 | 42 | +21  |
| 3    | RC Hades                                | 55  | 30 | 17 | 6  | 7  | 61 | 33 | +28  |
| 4    | K. SC City Pirates                      | 55  | 30 | 16 | 7  | 7  | 63 | 38 | +25  |
| 5    | K. FC Duffel                            | 46  | 30 | 12 | 10 | 8  | 58 | 47 | +11  |
| 6    | K. FC Zwarte Leeuw                      | 44  | 30 | 12 | 8  | 10 | 44 | 45 | -1   |
| 7    | Spouwen-Mopertingen                     | 43  | 30 | 11 | 10 | 9  | 54 | 43 | +11  |
| 8    | K. VK Wellen                            | 42  | 30 | 13 | 3  | 14 | 62 | 55 | +7   |
| 9    | K. FC St-Lenaarts                       | 41  | 30 | 12 | 5  | 13 | 43 | 41 | +2   |
| 10   | K Bilzerse Waltwilder VV                | 41  | 30 | 11 | 8  | 11 | 44 | 51 | -7   |
| 11   | K. Lyra TSV                             | 41  | 30 | 11 | 8  | 11 | 41 | 54 | -13  |
| 12   | K. ESK Leopoldsburg                     | 39  | 30 | 10 | 9  | 11 | 48 | 39 | +9   |
| 13   | K. VV Vosselaar                         | 32  | 30 | 9  | 5  | 16 | 38 | 57 | -19  |
| 14   | K. Witgoor Sport Dessel                 | 22  | 30 | 6  | 4  | 22 | 27 | 59 | -32  |
| 15   | K. SK Bree                              | 21  | 30 | 6  | 3  | 20 | 34 | 84 | -50  |
| 16   | VC Herentals                            | 15  | 30 | 4  | 3  | 23 | 19 | 64 | -45  |

#### Résultats des rencontres Série C
| Résultats (▼dom., ►ext.)                                   | BEE | BIL | BRE | WIT | DUF | HAD | HER | LEO | LYR | PIR | PEL | STL | SPO | VOS | WEL | ZWL |
| K. FC Ol. Beerschot Wilrijk                                |     | 3-1 | 4-0 | 3-0 | 3-0 | 3-1 | 2-0 | 1-1 | 4-0 | 3-1 | 4-0 | 2-0 | 2-1 | 4-3 | 6-1 | 1-0 |
| K. Bilzerse Waltwilder VV                                  | 1-1 |     | 5-2 | 1-1 | 1-4 | 0-3 | 1-0 | 0-0 | 1-3 | 2-0 | 2-1 | 0-0 | 3-1 | 1-0 | 1-4 | 2-2 |
| K. SK Bree                                                 | 1-2 | 1-1 |     | 5-0 | 2-0 | 0-1 | 1-3 | 0-7 | 1-0 | 1-2 | 1-5 | 1-4 | 0-5 | 1-0 | 0-4 | 1-1 |
| K. Witgoor Sport Dessel                                    | 0-3 | 0-2 | 4-3 |     | 0-0 | 0-1 | 4-0 | 2-1 | 1-2 | 0-2 | 1-4 | 0-2 | 2-1 | 1-3 | 0-1 | 1-1 |
| K. FC Duffel                                               | 1-1 | 2-0 | 3-4 | 3-0 |     | 4-1 | 2-1 | 2-2 | 2-2 | 2-2 | 2-1 | 3-0 | 2-2 | 5-1 | 4-3 | 3-0 |
| RC Hades                                                   | 1-1 | 2-1 | 4-0 | 2-1 | 3-2 |     | 5-1 | 1-1 | 5-1 | 0-2 | 2-0 | 1-1 | 0-1 | 5-2 | 4-3 | 4-1 |
| VC Herentals                                               | 0-7 | 2-1 | 1-4 | 0-1 | 1-2 | 0-2 |     | 0-0 | 0-2 | 0-1 | 0-4 | 0-1 | 0-1 | 0-2 | 0-0 | 2-0 |
| K. ESK Leopoldsburg                                        | 0-2 | 2-3 | 2-0 | 3-0 | 1-1 | 1-1 | 3-0 |     | 2-1 | 1-2 | 2-3 | 2-3 | 2-1 | 0-1 | 2-1 | 1-1 |
| K. Lyra TSV                                                | 0-0 | 1-1 | 1-0 | 2-1 | 2-2 | 1-6 | 4-1 | 3-2 |     | 2-3 | 1-1 | 1-1 | 0-2 | 1-0 | 1-0 | 2-2 |
| K. SC City Pirates                                         | 1-1 | 3-1 | 7-2 | 2-0 | 1-1 | 3-2 | 2-1 | 4-1 | 7-0 |     | 3-0 | 1-1 | 0-1 | 2-2 | 4-1 | 1-2 |
| K. FC Esperanza Pelt                                       | 1-0 | 6-1 | 3-0 | 2-0 | 3-2 | 2-1 | 4-1 | 2-1 | 2-1 | 1-1 |     | 2-1 | 3-1 | 4-1 | 1-1 | 1-2 |
| K. FC St-Lenaarts                                          | 0-2 | 0-2 | 5-0 | 0-2 | 1-1 | 0-3 | 1-0 | 1-2 | 1-0 | 2-1 | 0-1 |     | 4-2 | 1-2 | 2-0 | 3-0 |
| Spouwen-Mopertigen                                         | 3-3 | 3-3 | 1-1 | 2-1 | 1-0 | 0-0 | 1-1 | 1-1 | 1-2 | 1-1 | 3-4 | 2-1 |     | 2-0 | 4-0 | 1-2 |
| K. VV Vosselaar                                            | 1-1 | 0-3 | 1-0 | 2-2 | 0-1 | 0-2 | 6-0 | 0-3 | 0-3 | 3-1 | 1-0 | 2-5 | 1-1 |     | 2-1 | 0-1 |
| K. VK Wellen                                               | 1-3 | 3-1 | 5-1 | 2-1 | 5-0 | 1-1 | 1-4 | 0-1 | 4-1 | 3-1 | 5-0 | 4-1 | 1-5 | 5-1 |     | 1-0 |
| K. FC Zwarte Leeuw                                         | 1-2 | 2-2 | 3-1 | 4-1 | 3-2 | 1-0 | 2-1 | 2-1 | 1-1 | 1-2 | 1-2 | 3-3 | 1-2 | 1-1 | 3-1 |     |
| - Victoire à domicile - Match nul - Victoire à l'extérieur |     |     |     |     |     |     |     |     |     |     |     |     |     |     |     |     |

### Série D

#### Classement final
- « Champion d'Automne »: R. FC de Liège

| Rang | Équipe                         | Pts | J  | G  | N  | P  | Bp | Bc | Diff |
| ---- | ------------------------------ | --- | -- | -- | -- | -- | -- | -- | ---- |
| 1    | R. FC DE LIEGE (T2)            | 70  | 30 | 22 | 4  | 4  | 62 | 28 | +34  |
| 2    | R. Stade Waremmien FC (T1)     | 57  | 30 | 17 | 6  | 7  | 75 | 45 | +30  |
| 3    | Solières Sport (T3)            | 57  | 30 | 15 | 12 | 3  | 65 | 38 | +27  |
| 4    | R. RC Hamoir                   | 50  | 30 | 14 | 8  | 8  | 80 | 64 | +16  |
| 5    | R. FC Meux                     | 49  | 30 | 15 | 4  | 11 | 66 | 50 | +16  |
| 6    | R. US Givry                    | 44  | 30 | 12 | 8  | 10 | 51 | 43 | +8   |
| 7    | FC Jeunesse Lorraine Arlonaise | 43  | 30 | 12 | 7  | 11 | 57 | 50 | +7   |
| 8    | R. Aywaille FC                 | 43  | 30 | 12 | 7  | 11 | 45 | 49 | -4   |
| 9    | R. ES Couvin-Mariembourg       | 43  | 30 | 11 | 9  | 9  | 42 | 36 | +6   |
| 10   | UR Namur                       | 38  | 30 | 11 | 5  | 14 | 54 | 58 | -4   |
| 11   | R. Entente Bertrigeoise        | 37  | 30 | 10 | 7  | 13 | 42 | 63 | -21  |
| 12   | R. JS Taminoise                | 36  | 30 | 9  | 9  | 12 | 46 | 54 | -8   |
| 13   | R. FC Tilleur                  | 36  | 30 | 9  | 9  | 12 | 40 | 50 | -10  |
| 14   | R. FC Huy                      | 33  | 30 | 8  | 9  | 13 | 48 | 49 | -1   |
| 15   | R. RC Mormont                  | 17  | 30 | 4  | 5  | 24 | 36 | 82 | -46  |
| 16   | R. CS Onhaye                   | 10  | 30 | 2  | 4  | 24 | 24 | 71 | -47  |

#### Résultats des rencontres Série D
| Résultats (▼dom., ►ext.)                                   | ARL | AYW | BER | COU | GIV | HAM | HUY | LIE | MEU | MOR | NAM | ONH | SOL | TAM | TIL | WAR |
| FC Jeun. Lor. Arlonaise                                    |     | 3-0 | 2-2 | 1-0 | 0-0 | 3-3 | 3-0 | 2-1 | 1-2 | 4-0 | 4-1 | 6-1 | 0-2 | 3-2 | 1-2 | 1-2 |
| R. Aywaille FC                                             | 0-3 |     | 1-0 | 1-5 | 2-0 | 1-1 | 4-2 | 1-3 | 3-0 | 4-4 | 3-0 | 1-0 | 1-2 | 3-0 | 2-2 | 3-3 |
| R. Entente Bertrigeoise                                    | 0-3 | 3-0 |     | 0-0 | 1-5 | 4-3 | 0-0 | 0-3 | 2-1 | 2-2 | 2-1 | 1-0 | 2-3 | 1-0 | 2-2 | 1-6 |
| R. ES Couvin-Mariembourg                                   | 1-0 | 1-1 | 3-1 |     | 3-0 | 2-4 | 0-0 | 3-3 | 1-1 | 2-1 | 1-1 | 1-0 | 0-0 | 1-1 | 2-1 | 0-2 |
| R. US Givry                                                | 1-1 | 3-0 | 3-3 | 2-0 |     | 2-2 | 2-2 | 1-2 | 2-4 | 1-1 | 4-3 | 1-0 | 2-1 | 0-0 | 2-1 | 2-4 |
| R. RC Hamoir                                               | 3-2 | 3-3 | 5-1 | 1-3 | 1-0 |     | 3-0 | 1-3 | 2-2 | 3-1 | 3-2 | 6-0 | 3-3 | 6-1 | 3-0 | 3-3 |
| R. FC Huy                                                  | 1-1 | 0-1 | 4-1 | 1-0 | 3-1 | 0-3 |     | 0-2 | 1-3 | 4-0 | 1-3 | 3-1 | 1-1 | 2-3 | 1-2 | 0-0 |
| R. FC Liège                                                | 3-1 | 1-0 | 0-0 | 1-0 | 1-3 | 3-2 | 1-0 |     | 2-0 | 5-1 | 2-0 | 5-2 | 2-1 | 2-2 | 2-0 | 3-1 |
| R. FC Meux                                                 | 5-1 | 0-1 | 4-0 | 2-1 | 1-2 | 5-2 | 1-2 | 3-0 |     | 1-0 | 5-2 | 3-2 | 3-4 | 4-2 | 1-1 | 0-1 |
| R. RC Mormont                                              | 4-2 | 0-1 | 0-1 | 2-3 | 0-3 | 2-2 | 0-6 | 1-4 | 3-1 |     | 1-3 | 3-2 | 2-2 | 1-2 | 0-3 | 2-5 |
| UR Namur                                                   | 3-4 | 1-1 | 2-1 | 4-3 | 0-0 | 8-1 | 1-0 | 0-2 | 2-4 | 3-0 |     | 1-0 | 2-2 | 0-0 | 3-1 | 0-5 |
| R. CS Onhaye                                               | 0-1 | 1-5 | 1-3 | 2-2 | 1-0 | 2-3 | 1-2 | 0-1 | 0-5 | 1-0 | 0-3 |     | 1-2 | 1-1 | 3-3 | 0-2 |
| Solières Sport                                             | 2-2 | 1-0 | 5-3 | 3-1 | 2-0 | 2-3 | 1-1 | 0-0 | 6-1 | 4-0 | 4-1 | 1-1 |     | 1-1 | 3-0 | 2-1 |
| R. JS Taminoise                                            | 2-1 | 3-0 | 2-1 | 0-2 | 2-3 | 1-2 | 2-2 | 0-1 | 2-2 | 2-0 | 1-0 | 3-1 | 2-3 |     | 2-3 | 5-1 |
| R. FC Tilleur                                              | 1-1 | 1-2 | 1-2 | 0-1 | 2-1 | 2-1 | 1-1 | 3-2 | 1-2 | 1-4 | 2-1 | 1-0 | 1-1 | 1-1 |     | 1-3 |
| R. Stade Waremmien FC                                      | 6-0 | 3-0 | 1-2 | 0-0 | 0-5 | 3-2 | 7-5 | 0-2 | 1-0 | 5-1 | 1-3 | 2-0 | 1-1 | 6-1 | 0-0 |     |
| - Victoire à domicile - Match nul - Victoire à l'extérieur |     |     |     |     |     |     |     |     |     |     |     |     |     |     |     |     |

## Tour final des Promotions
Ce tour final oppose les « vainqueurs de période » des 4 séries du Promotion (D4 belge). Si un vainqueur de période est champion de sa série (ou si une même équipe remporte plus d'une période), le suivant au classement général prend la place au Tour final.
En règle générale, ce « Tour final des Promotions » offre deux places en Division 3.
L'ordre des rencontres est défini par un tirage au sort. Les différents tours successifs se jouent sur le terrain de la première équipe tirée au sort, avec élimination directe (prolongations et/ou tirs au but possibles). Le premier tour ne concerne que les douze qualifiés de Promotion. Les six qualifiés prennent part au deuxième tour en compagnie des deux barragistes de Division 3.
Enfin, le troisième et dernier tour désigne les deux équipes qualifiées pour le 3e niveau en 2014-2015.
À noter que le Géants Athois, qui va disparaître absorbé par son petit voisin du FC Ostiches, a annoncé qu'il ne prendrait pas part à ce tour final.

### Participants
- Barragistes de D3 : R. Géants Athois, R. CS Visé
- Série A : SK Sint-Niklaas, SW Harelbeke, OMS Ingelmunster
- Série B : R. Francs Borains, R. ES Acrenoise, K. Olympia SC Wijgmaal
- Série C : K. FC Esperanza Pelt, RC Hades, K. SC City Pirates Antwerpen
- Série D : R. Stade Waremmien FC, Solières Sport, R. RC Hamoir

### Programme
L'ordre des rencontres se fit lors d'un tirage au sort aura lieu dans les locaux de l'URBSFA, le lundi 4 mai 2015, au siège de la fédération.
Les vainqueurs des matches no 11 et no 12 montent ou restent en Division 3.
|  | Clubs qualifiés pour le tour suivant                     |
|  | Clubs qui descendent "Promotion"                         |
|  | Clubs qui montent ou qui se maintiennent en "Division 3" |

|                                                                                           |                              |                              | Score | Prol     | TaB |
| Première journée - le 10 mai 2015                                                         |                              |                              |       |          |     |
| 1                                                                                         | R. Stade Waremmien FC1       | R. RC Hamoir                 | 1-5   |          |     |
| 2                                                                                         | SK St-Niklaas                | OMS Ingelmunster             | 2-0   |          |     |
| 3                                                                                         | SW Harelbeke                 | K. FC Esperanza Pelt         | 2-1   |          |     |
| 4                                                                                         | R. Ent. Sp. Acrenoise        | Solières Sport               | 1-1   |          |     |
| 5                                                                                         | R. Francs Borains            | K. SC City Pirates Antwerpen | 0-0   | 1-1      | 4-5 |
| 6                                                                                         | K. Olympia SC Wijgmaal       | RC Hades                     | 4-1   |          |     |
| Deuxième journée - le 17 mai 2015                                                         |                              |                              |       |          |     |
| 7                                                                                         | R. Ent. Sp. Acrenoise        | R. Géants Athois (III)       | 5-0   | Forfait2 |     |
| 8                                                                                         | SK St-Niklaas                | K. Olympia SC Wijgmaal       | 5-1   |          |     |
| 9                                                                                         | K. SC City Pirates Antwerpen | R. CS Visé (III)             | 0-2   |          |     |
| 10                                                                                        | R. RC Hamoir                 | SW Harelbeke                 | 2-2   | 2-2      | 4-3 |
| Troisième journée - le 24 mai 2015 (les deux vainqueurs montent ou restent en Division 3) |                              |                              |       |          |     |
| 11                                                                                        | R. CS Visé (III)             | R. RC Hamoir                 | 0-1   |          |     |
| 12                                                                                        | R. Ent. Sp. Acrenoise        | SK St-Niklaas                | 1-3   |          |     |
| Quatrième journée - Repêchage éventuel - le 31 mai 2015 (à confirmer)                     |                              |                              |       |          |     |
| 13                                                                                        | R. Ent. Sp. Acrenoise 3      | R. CS Visé (III)             | 1-1   | 1-1      | 4-3 |

1 Waremme est contraint de jouer ce match sur son "terrain B" (pelouse naturelle) car, bien avant le tirage au sort, le club a accepté (contre argent comptant) d'héberger la finale de la Coupe de la Province de Liège (sur le "terrain A" (pelouse articifielle) !  Pour l'anecdote, ajoutons, que c'est le R. CS Verlaine qui remporta la Coupe de la Province (1-0) devant Warnant.
2Le R. Géant Athois qui va disparaître absorber par le FC Ostiches renconce à disputer le tour final. L'ES Acrenoise est qualifiée directement pour la finale.
3 L'Entente Sportive Acrenoise monte en Division 3 dans le cas très probable que le R. AEC Mons (matricule 44), en faillite, cesse ses activités.

## Barrages pour le maintien en Promotions
Les quatre 13e classés sont départagés par des matches à élimination directe. Les deux vainqueurs assurent leur maintien. Les deux perdants doivent prendre part au Tour final interprovincial.
Le tirage au sort a lieu le lundi 4 mai 2015.
|  | Clubs qui se maintiennent en "Promotion" |

|                                                                                 |                          |                | Score | Prol | TaB |
| Barrage de maintien - le 10 mai 2015 (les deux vainqueurs restent en Promotion) |                          |                |       |      |     |
| 1                                                                               | K. VV Vosselaar          | R. FC Tilleur  | 1-0   |      |     |
| 2                                                                               | R. RC Wetteren-Kwatrecht | US Solrézienne | 2-1   |      |     |

Le R. RC Wetteren-Kwatrecht assure son maintien alors qu'une fusion avec son voisin du Standaard Wetteren est sérieusement évoquée. Si la fusion a lieu, elle libèrera une place en "Promotion" qui reviendra de droit à un montant supplémentaire de la Province de Flandre orientale en raison du maintien du "Racing". Un sauvetage qui rend inutile un "test-match" entre Drongen et Kruibeke pour désigner un descendant de plus vers la p. 2.

## Récapitulatif de la saison
- Champion A: K. FC Sparta Petegem 1er titre en Promotion (D4)
- Champion B: Tempo Overijse MT 1er titre en Promotion (D4)
- Champion C: K. FC Olympia Beerchot-Wilrijk 1er titre en Promotion (D4)
- Champion D: R. FC de Liège 1er titre en Promotion (D4)
- Quarante-neuvième titre de Promotion (D4) pour la Province d'Anvers
- Quarantième titre de Promotion (D4) pour la Province de Brabant
- Trente-neuvième titre de Promotion (D4) pour la Province de Flandre orientale
- Trente-troisième titre de Promotion (D4) pour la Province de Liège

| Région flamande (32)            | Région flamande (32) | Province de Brabant (10)     | Province de Brabant (10) | Région wallonne (22)   | Région wallonne (22) |
| ------------------------------- | -------------------- | ---------------------------- | ------------------------ | ---------------------- | -------------------- |
| Province d'Anvers               | 9                    | Région de Bruxelles-Capitale | 3                        | Province de Hainaut    | 5                    |
| Province de Flandre-Occidentale | 8                    | Province du Brabant flamand  | 5                        | Province de Liège      | 7                    |
| Province de Flandre-Orientale   | 8                    | Province du Brabant wallon   | 2                        | Province de Luxembourg | 4                    |
| Province de Limbourg            | 7                    |                              |                          | Province de Namur      | 6                    |

1. ↑  Au niveau footballistique, la province de Brabant est toujours unitaire malgré sa partition territoriale en 1995.

## Montée vers le3eniveau
Les quatre champions et les deux vainqueurs du Tour final de promotions accèdent à la Division 3:
- K. FC Sparta Petegem
- Tempo Overijse MT
- K. FC Beerschot-Wilrijk
- R. FC de Liège
- R. RC Hamoir
- SK St-Niklaas
- R. Ent. Sp. Acrenoise (si le R. AEC Mons, en faillite, arrête ses activités)

## Descente depuis le3eniveau
Six clubs sont relégués depuis la Division 3. Il s'agit de
- R. Géants Athois
- R. FC Tournai
- KV Turnhout
- R. CS Verviétois
- R. CS Visé
- K. FC Eendracht Zele

## Relégations vers le niveau inférieur
Les 14 relégués, triés par Province, sont:
| Clubs                                   |   | Provinces                       |
| --------------------------------------- | - | ------------------------------- |
| K. Witgoor Sport Dessel, VC Herentals   | ⇒ | Province d'Anvers               |
| Renaissance Club Schaerbeek             | ⇒ | Province de Brabant             |
| K. Sassport Boezinge, K. Racing Waregem | ⇒ | Province de Flandre-Occidentale |
| K. VC Jong Lede                         | ⇒ | Province de Flandre-Orientale   |
| R. JE Binchoise, US Solrézienne         | ⇒ | Province de Hainaut             |
| R. FC Huy, R. FC Tilleur                | ⇒ | Province de Liège               |
| K. SK Bree                              | ⇒ | Province de Limbourg            |
| R. RC Mormont                           | ⇒ | Province de Luxembourg          |
| R. US Assesse, R. CS Onhaye             | ⇒ | Province de Namur               |

## Montée depuis le niveau inférieur
Dix sept clubs sont promus ddepuis les séries inférieures: douze montent directement, trois sont qualifiés via le "Tour final interprovincial" et deux sont repêchées pour remplacer Visé (arrêt après faillite) et le Verviers (radié) .
La Province de Flandre orientale aurait pu bénéficier de trois montants directs au lieu de deux, en raison de l'accord passé entre le Royal Racing Club Wetteren-Kwatrecht et le Koninklijke Standaard Wetteren qui ont choisi de s'unir pour n'aligner qu'une seule équipe en Promotion (sous le matricule 95 de "Racing", alors que le matricule 5479 du "Standaard" restant actif avec des équipes de jeunes de ce club. Mais le matricule 5479 a été repris par un projet visant à recréer un club dénommé "RWDM").
| Provinces                       | Montant                                                                            |
| ------------------------------- | ---------------------------------------------------------------------------------- |
| Province d'Anvers               | K. FC Lille, K. FC Nijlen                                                          |
| Province de Brabant             | K. AC Betekom, K. SK Halle                                                         |
| Province de Flandre-Occidentale | K. SV White Star Adinkerke, SVV Damme                                              |
| Province de Flandre-Orientale   | SC Dikkelvenne, K. VK Ninove                                                       |
| Province de Hainaut             | R. Olympic CCM, Racing Charleroi-Couillet-Fleurus                                  |
| Province de Liège               | R. Daring Club de Cointe-Liège, FC Richelle United, R. CS Verlaine1, Patro Lensois |
| Province de Limbourg            | K. VV THES Sport Tessenderlo                                                       |
| Province de Luxembourg          | R. RC Longlier                                                                     |
| Province de Namur               | R. US Loyers                                                                       |

1 Le R. CS Verlaine remplace le R. CS Visé qui ne peut poursuivre ses activités après faillite et le Patro Lensois remplace le R. CS Verviétois radié le 30 juin 2015.

### Tour final interprovincial
Ce tour final oppose les équipes qualifiées depuis les  séries de Première Provinciale dans les six provinces qui ne bénéficient pas d'un second montant direct. Usuellement ce tour final offre deux places en Promotion.

#### Participants 2014-2015
- Barragistes de Promotion: US Solrézienne, R. FC Tilleur
- Province de Flandre-Occidentale: SVV Damme
- Province de Hainaut: Racing Charleroi Couillet Fleurus
- Province de Liège: FC Richelle United
- Province de Limbourg: K. Herk FC
- Province de Luxembourg: R. US d'Ethe-Belmont
- Province de Namur: R. Racing FC Fosses

#### Résultats
L'ordre des rencontres est désigné par un tirage au sort qui se déroule dans les locaux de l'URBSFA, le 4 mai 2015.
La qualification se joue en une seule manche, sur le terrain de la première équipe tirée au sort (Prolongation et tirs au but possibles). Au terme de ce tournoi, deux équipes assurent leur maintien ou montent en Promotion.
|  | Clubs qualifiés pour le tour suivant                    |
|  | Clubs renvoyés en Provinciale                           |
|  | Clubs qui montent ou qui se maintiennent en "Promotion" |

|                                     |                                      |                      | Score | Prol | TaB |
| Première journée - le 17 mai 20115  |                                      |                      |       |      |     |
| 3                                   | SVV Damme                            | R. FC Tilleur (P)    | 3-0   |      |     |
| 4                                   | R. Racing Couillet-Charleroi-Fleurus | R. Racing FC Fosses  | 4-1   |      |     |
| 5                                   | FC Richelle United                   | R. US d'Ethe-Belmont | 1-1   | 1-1  | 3-1 |
| 6                                   | US Solrézienne (P)                   | K. Herk FC           | 2-2   | 3-2  |     |
| Deuxième journée - le 24 mai 2015   |                                      |                      |       |      |     |
| 7                                   | R. Racing Couillet-Charleroi-Fleurus | SVV Damme            | 2-1   |      |     |
| 8                                   | US Solrézienne (P)                   | FC Richelle United   | 1-1   | 1-1  | 5-6 |
| Repêchage éventuel - le 30 mai 2015 |                                      |                      |       |      |     |
| 9                                   | US Solrézienne (P)                   | SVV Damme            | 1-1   | 1-1  | 3-5 |

- Bilan:
  - FC Richelle United et Racing Charleroi-C-F. montent en Promotion.
  - Le SVV Damme est repêché à la suite de la montée supplémentaire donnée vers la D3 à la R. Ent. Sp. Acrenoise (en raison de l'arrêt d'activité du R. AEC Mons).

## Débuts en Promotion
Un club ayant déjà évolué à séries nationales apparait pour la toute première fois en Promotion (4).
- R. Knokke FC 44e club flandrien occidental à évoluer à ce niveau.

## Débuts en séries nationales (et donc en Promotion)
Lors de cette saison 2014-2015, six clubs font leurs débuts en séries nationales.
- Voetbal Club Herentals 90e club anversois différent à parvenir en séries nationales, 72e club différent à évoluer en Promotion (D4).
- R. US Rebecquoise, R. RC Waterloo 91e et 92e clubs brabançons différent à parvenir en séries nationales, les 76e et 77e clubs différents à évoluer en Promotion (D4).
  - Note : à la suite du rachat du « matricule 4133 » du SK Terjoden-Wellen par le Racing Club Schaerbeek (matricule 7201), le Renaissance Club Schaerbeek (matricule 4133) devient le  93e club brabançon différent à parvenir en séries nationales et le 78e club différent à évoluer en Promotion (D4).
- US Solrézienne 54e club hennuyer différent à parvenir en séries nationales, 47e club différent à évoluer en Promotion (D4).
- R. US Assesse 38e club namurois différent à parvenir en séries nationales, 33e club différent à évoluer en Promotion (D4).

- Le nombre de clubs (matricules) différents ayant joué en séries nationales belges passe à 524 clubs
- 450 clubs différents ont joué en Promotion (D4).

## Fusion/Union Wetteren
À la fin mars 2015, on apprend que le Royal Racing Club Wetteren-Kwatrecht et le Koninklijke Standaard Wetteren ont choisi de s'unir pour n'aligner qu'une seule équipe en Promotion (sous le matricule 95 de « Racing ») en vue de la saison 2015-2016. Le nom de Racing Standaard Wetteren devrait être choisi pour désigner la formation qui évoluera sous le matricule 95. C'est du moins ce que l'on croit pendant un temps. Mais au tout début du mois de mai 2015, le nom de K. FC Wetteren fait son apparition. Finalement, le conseil de gestion de la nouvelle entité choisit de conserver le terme « Royal » qui était celui du matricule 95 et on a donc la constitution du Royal Football Club Wetteren (matricule 95).
Initialement, le matricule 5479 du « Standaard » restait actif avec des équipes de jeunes de ce club. Mais début mai, le matricule 5479 est cédé à des investisseurs qui ont pour projet de recréer un club dénommé RWDM !(Voir,,: et )